# Anobium inexspectatum
Anobium inexspectatum is een keversoort uit de familie klopkevers (Anobiidae). De wetenschappelijke naam van de soort is voor het eerst geldig gepubliceerd in 1954 door Lohse.